# 劳西希
劳西希（德語：Laußig）是德国萨克森州的市镇，隶属于北萨克森县。总面积为103.4平方千米，截至2023年12月31日总人口为3,586人。